# 제나 롤런즈

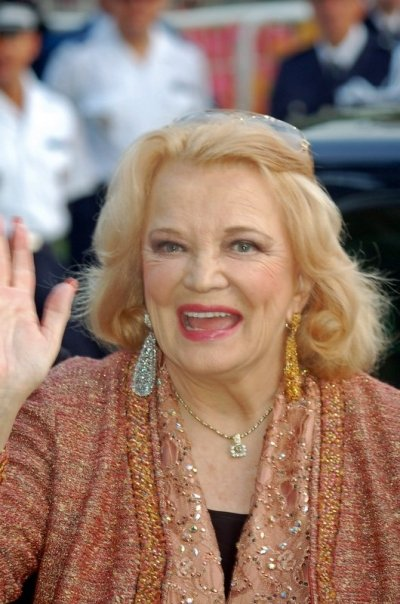
2006 칸 영화제에서의 모습

제나 롤런즈(Gena Rowlands, 1930년 6월 19일 ~ 2024년 8월 14일)는 미국의 배우이다. 영화, TV, 연극계에서 60여년 간 배우 활동을 하였으며, 에미상을 4회, 골든 글로브상을 2회 수상하였다. 배우 겸 영화 감독 존 카사베티스의 아내이자 뮤즈로서 그의 영화 10편에 출연하면서 이름을 알리게 되었다. 존의 1974년 연출작 《영향 아래 있는 여자》를 통해서 골든 글로브상 극영화 여우주연상을, 1977년 연출작 《오프닝 나이트》를 통해서는 베를린 영화제 은곰상 여우주연상을 수상하였다. 아들 닉 카사베티스와 딸 조이 카사베티스는 영화 감독으로 활동하고 있다.

## 출연 작품
- 존 카사베티스 감독 영화
  - 그림자들 (1959)
  - 기다리는 아이 (1963)
  - 얼굴들 (1968)
  - 별난 인연 (1971)
  - 영향 아래 있는 여자 (1974)
  - 오프닝 나이트 (1977)
  - 글로리아 (1980)
  - 사랑의 행로 (1984)

- 사랑의 록밴드 (1987)
- 또다른 여인 (1988)
- 사랑의 울타리 (1991)
- 지상의 밤 (1991)
- 사랑 게임 (1995)
- 스타를 벗겨라 (1996)
- 더 홀 (1997)
- 노트북 (2004) - 노인 앨리 역
- 스켈리톤 키 (2005)
- 사랑해, 파리 (2006)
- 브로큰 잉글리쉬 (2007)
- 페르세폴리스 (2007)
- 옐로우 (2012)
- 식스 댄스 레슨 인 식스 윅스 (2014) - 릴리 해리슨 역